# Saison 2022 des Eagles de Philadelphie
Chronologie
Précédent Suivant
La saison 2022 des Eagles de Philadelphie est la 90e saison de la franchise au sein de la National Football League.
Il s'agit de la 20e saison jouée au Lincoln Financial Field à Philadelphie en Pennsylvanie.
Avec un bilan en saison régulière de 14-3, les Eagles améliorent leur bilan de 9-8 de la saison 2021 et se qualifient pour la série éliminatoire. Ils remportent aussi la NFC East pour la première fois depuis la saison 2019 et terminent en tête de la conférence NFC pour la première fois depuis la saison 2017.
En série éliminatoire, les Eagles éliminent les Giants lors du tour de division, remportant leur premier match de phase finale depuis la saison 2018. Ils perdent le Super Bowl LVII contre les Chiefs par le score de 35 à 38 à la suite d'un field goal de Harrison Butker à 8 secondes de la fin du match.

## Free Agency

### Eagles de 2021
|  | Eagles resigné par les Eagles     |
|  | Joueur non resigné par les Eagles |

| Poste | Joueur              | Statut | Équipe en 2022         | Date          | Contrat                      |
| ----- | ------------------- | ------ | ---------------------- | ------------- | ---------------------------- |
| CB    | Andre Chachere (en) | ERFA   | Eagles de Philadelphie | 15 mars 2022  | 1 an                         |
| G     | Nate Herbig (en)    | RFA    | Eagles de Philadelphie | 15 mars 2022  | 1 an                         |
| RB    | Boston Scott (en)   | RFA    | Eagles de Philadelphie | 18 mars 2022  | 1 an, 1,8 million de $       |
| OLB   | Alex Singleton (en) | RFA    | Broncos de Denver      | 18 mars 2022  | 1 an, 1,1 million de $       |
| WR    | Greg Ward (en)      | RFA    | Eagles de Philadelphie | 15 mars 2022  | 1 an                         |
| OLB   | Genard Avery (en)   | UFA    | Steelers de Pittsburgh | 31 mars 2022  | 1 an                         |
| C     | Jason Kelce         | UFA    | Eagles de Philadelphie | 11 mars 2022  | 1 an, 14 millions de $       |
| DE    | Derek Barnett       | UFA    | Eagles de Philadelphie | 24 mars 2022  | 2 an, 14 millions de $       |
| SS    | Anthony Harris (en) | UFA    | Eagles de Philadelphie | 18 mars 2022  | 1 an                         |
| RB    | Jordan Howard       | UFA    |                        |               |                              |
| FS    | Rodney McLeod       | UFA    | Colts d'Indianapolis   | 14 avril 2022 | 1 an, 1,77 million de $      |
| CB    | Steven Nelson       | UFA    | Texans de Houston      | 14 avril 2022 | 2 ans, 10 millions de $      |
| DT    | Hassan Ridgeway     | UFA    | 49ers de San Francisco | 21 mars 2022  | 1 an, 1,8 million de dollars |
| TE    | Jason Croom         | UFA    |                        |               |                              |

## Draft 2022
| Tour | Sélection | Joueur                | Postes           | Équipes universitaires  |
| ---- | --------- | --------------------- | ---------------- | ----------------------- |
| 1    | 13        | Jordan Davis          | Defensive tackle | Bulldogs de la Géorgie  |
| 2    | 51        | Cam Jurgens           | Centre           | Cornhuskers du Nebraska |
| 3    | 83        | Nakobe Dean (en)      | Linebacker       | Bulldogs de la Géorgie  |
| 6    | 181       | Kyron Johnson (en)    | Defensive end    | Jayhawks du Kansas      |
| 6    | 198       | Grant Calcaterra (en) | Tight end        | Mustangs de SMU         |

## Les résultats

### Avant saison
Les dates et horaires des matchs de pré-saison seront annoncés au printemps.
| Semaines                                         | Dates   | Heures locales | Adversaires           | Résultats  | Résultats | Lieux                   | Résumés NFL.com/Statistiques |
| ------------------------------------------------ | ------- | -------------- | --------------------- | ---------- | --------- | ----------------------- | ---------------------------- |
| Semaines                                         | Dates   | Heures locales | Adversaires           | Score      | Bilan     | Lieux                   | Résumés NFL.com/Statistiques |
| 1                                                | 12 août | 19h30          | Jets de New York      | P, 21 - 24 | 0 - 1     | Lincoln Financial Field | Résumé/Stats.                |
| 2                                                | 21 août | 13h00          | @ Browns de Cleveland | G, 21 - 20 | 1 - 1     | FirstEnergy Stadium     | Résumé/Stats.                |
| 3                                                | 27 août | 19h00          | @ Dolphins de Miami   | P, 10 - 48 | 1 - 2     | Hard Rock Stadium       | Résumé/Stats.                |
| Bilan de l'avant-saison : 1 victoire, 2 défaites |         |                |                       |            |           |                         |                              |

## Résumé des matchs et classements de la saison régulière

### Résumés des matchs

#### Semaine de repos
| Semaine 9 : Bye Week\|- | Semaine 9 : Bye Week\|- | Semaine 9 : Bye Week\|- | Semaine 9 : Bye Week\|- | Semaine 9 : Bye Week\|- | Semaine 9 : Bye Week\|- | Semaine 9 : Bye Week\|- | Semaine 9 : Bye Week\|- | Semaine 9 : Bye Week\|- | Semaine 9 : Bye Week\|- | Semaine 9 : Bye Week\|- | Semaine 9 : Bye Week\|- | Semaine 9 : Bye Week\|- | Semaine 9 : Bye Week\|- | Semaine 9 : Bye Week\|- |
| ----------------------- | ----------------------- | ----------------------- | ----------------------- | ----------------------- | ----------------------- | ----------------------- | ----------------------- | ----------------------- | ----------------------- | ----------------------- | ----------------------- | ----------------------- | ----------------------- | ----------------------- |

### Classement NFC East
Modèle:Classement NFL Division NFC Est 2022

### Classement de la NFC
| No                                          | Franchise                     | Division | V  | D  | N | V/D  | Div   | Conf  | Pt + | Pt - | Dif  | Série |
| ------------------------------------------- | ----------------------------- | -------- | -- | -- | - | ---- | ----- | ----- | ---- | ---- | ---- | ----- |
| Leader de division                          |                               |          |    |    |   |      |       |       |      |      |      |       |
| 1                                           | z – Eagles de Philadelphie    | East     | 14 | 3  | 0 | .824 | 4-2   | 9-3   | 477  | 344  | +67  | 1V    |
| 2                                           | y – 49ers de San Francisco    | West     | 13 | 4  | 0 | .765 | 6-0   | 10-2  | 450  | 277  | +173 | 10V   |
| 3                                           | y – Vikings du Minnesota      | North    | 13 | 4  | 0 | .765 | 4-2   | 8-4   | 424  | 427  | -3   | 1V    |
| 4                                           | y – Buccaneers de Tampa Bay   | South    | 8  | 9  | 0 | .471 | 4-2   | 8-4   | 313  | 358  | -45  | 1D    |
| Wild Cards                                  |                               |          |    |    |   |      |       |       |      |      |      |       |
| 5                                           | Cowboys de Dallas             | East     | 12 | 5  | 0 | .706 | 4-2   | 8-4   | 467  | 342  | +125 | 1D    |
| 6                                           | Giants de New York            | East     | 9  | 7  | 1 | .559 | 1-4-1 | 4-7-1 | 365  | 371  | -6   | 1D    |
| 7                                           | Seahawks de Seattle           | West     | 9  | 8  | 0 | .529 | 4-2   | 6-6   | 407  | 401  | +6   | 2V    |
| Non qualifiés pour les séries éliminatoires |                               |          |    |    |   |      |       |       |      |      |      |       |
| 8                                           | Lions de Détroit              | North    | 9  | 8  | 0 | .529 | 5-1   | 7-5   | 453  | 427  | -26  | 2V    |
| 9                                           | Commanders de Washington      | East     | 8  | 8  | 1 | .500 | 2-3-1 | 5-6-1 | 321  | 343  | -22  | 1V    |
| 10                                          | Packers de Green Bay          | North    | 8  | 9  | 0 | .471 | 3-3   | 6-6   | 370  | 371  | -1   | 1D    |
| 11                                          | Panthers de la Caroline       | South    | 7  | 10 | 0 | .412 | 4-2   | 6-6   | 347  | 374  | +27  | 1V    |
| 12                                          | Saints de La Nouvelle-Orléans | South    | 7  | 10 | 0 | .412 | 2-4   | 5-7   | 330  | 345  | -15  | 1D    |
| 13                                          | Falcons d'Atlanta             | South    | 7  | 10 | 0 | .412 | 2-4   | 6-6   | 365  | 386  | -21  | 2V    |
| 14                                          | Rams de Los Angeles           | North    | 5  | 12 | 0 | .294 | 1-5   | 3-9   | 307  | 384  | +77  | 2D    |
| 15                                          | Cardinals de l'Arizona        | West     | 4  | 13 | 0 | .235 | 1-5   | 3-9   | 340  | 449  | -109 | 7D    |
| 16                                          | Bears de Chicago              | West     | 3  | 14 | 0 | .176 | 0-6   | 1-11  | 326  | 463  | -237 | 10D   |

## Liens Externes
- (en) Officiel des Eagles
- (en) Officiel de la NFL